# 芳野村 (岡山県上道郡)
芳野村（よしのそん）は、岡山県上道郡にあった村。現在の岡山市東区の一部にあたる。

## 地理
芥子山の南東麓から砂川流域にかけて位置していた。

## 歴史
- 1889年（明治22年）6月1日、町村制の施行により、上道郡中野村、浅越村、吉原村、西庄村、広谷村、松崎村が合併して村制施行し、芳野村が発足[1][2]。旧村名を継承した中野、浅越、吉原、西庄、広谷、松崎の6大字を編成[2]。
- 1940年（昭和15年）12月1日、上道郡西大寺町に編入され廃止[1][2]。

### 地名の由来
以下の諸説あり。
1. 葭野村と記す資料があり、葭の多く茂る土地であったことから。
2. 地域の中央に芳野という字地があったことから。

## 産業
- 農業[2]

## 交通

### 鉄道
- 1911年（明治44年）西大寺軽便鉄道（西大寺鉄道）西大寺 - 長岡間に開通し広谷駅開設[2]。

### 県道
- 西大寺岡山線[2]

## 乗合自動車
- 大正期に県道西大寺岡山線に乗合バス運行[2]。

## 教育
- 1893年（明治26年）大字浅越に芳野尋常小学校開校[2]。